# الحبيب عاشور
الحبيب عاشور ولد بقرية العباسية بجزر قرقنة يوم 25 فيفري 1913 وتوفي يوم 14 مارس 1999 بتونس العاصمة، قيادي نقابي تونسي.

## دوره النقابي
عمل موظفا ببلدية صفاقس، وكان إلى جانب فرحات حشاد أحد مؤسسي اتحاد النقابات المستقلة بالجنوب عام 1944 ثم الاتحاد العام التونسي للشغل عام 1946. تولى المسؤولية الأولى في الاتحاد ثلاث مرات:
- الأولى فيما بين 1963 و1965، كأمين عام
- الثانية فيما بين 1971 و1978، كأمين عام
- الثالثة فيما بين 1980 و1988، كرئيس

## دوره السياسي
كان الحبيب عاشور خلال العهد الاستعماري وراء الإضراب العام بمدينة صفاقس الذي أدى إلى مصادمات مع القوات الاستعمارية الفرنسية يوم 5 أوت 1947 والتي سقط خلالها العشرات بين قتلى وجرحى، وألقي عليه القبض ولم يطلق سراحه إلا عام 1954. كما دخل السجن بعد الاستقلال أكثر من مرة أولاها عام 1965 حيث كانت الحكومة تسعى إلى إبعاده عن قيادة المنظمة النقابية. وفيما بين 1978 و1980 إثر دعوته إلى الإضراب العام والتي أدت إلى أحداث 26 جانفي 1978 الدامية. كما دخل السجن من جديد عام 1985 لإبعاده عن السعي إلى خلافة الحبيب بورقيبة. عوضه عام 1989 إسماعيل السحباني على رأس المنظمة النقابية.

## دوره الدولي
تولى الحبيب عاشور منصب نائب رئيس الجامعة العالمية للنقابات الحرة.

## روابط خارجية
- الحبيب عاشور على موقع مونزينجر (الألمانية)